# Contalmaison
Contalmaison és un municipi francès situat al departament del Somme i a la regió dels Alts de França. L'any 2007 tenia 119 habitants.

## Demografia

### Població
El 2007 la població de fet de Contalmaison era de 119 persones. Hi havia 44 famílies de les quals 8 eren unipersonals (4 homes vivint sols i 4 dones vivint soles), 12 parelles sense fills, 20 parelles amb fills i 4 famílies monoparentals amb fills.
La població ha evolucionat segons el següent gràfic:
Habitants censats

### Habitatges

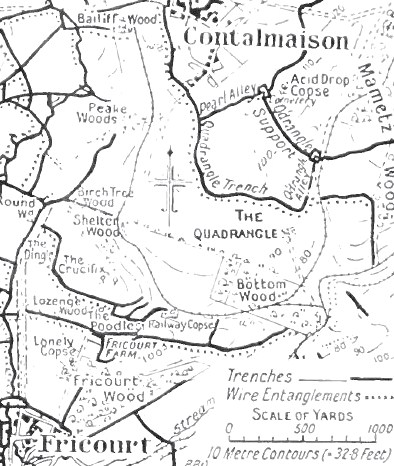
Mapa de Fricourt

El 2007 hi havia 47 habitatges, 43 eren l'habitatge principal de la família, 3 eren segones residències i 1 estava desocupat. 45 eren cases i 2 eren apartaments. Dels 43 habitatges principals, 38 estaven ocupats pels seus propietaris i 5 estaven llogats i ocupats pels llogaters; 6 tenien tres cambres, 15 en tenien quatre i 22 en tenien cinc o més. 41 habitatges disposaven pel capbaix d'una plaça de pàrquing. A 14 habitatges hi havia un automòbil i a 24 n'hi havia dos o més.

### Piràmide de població

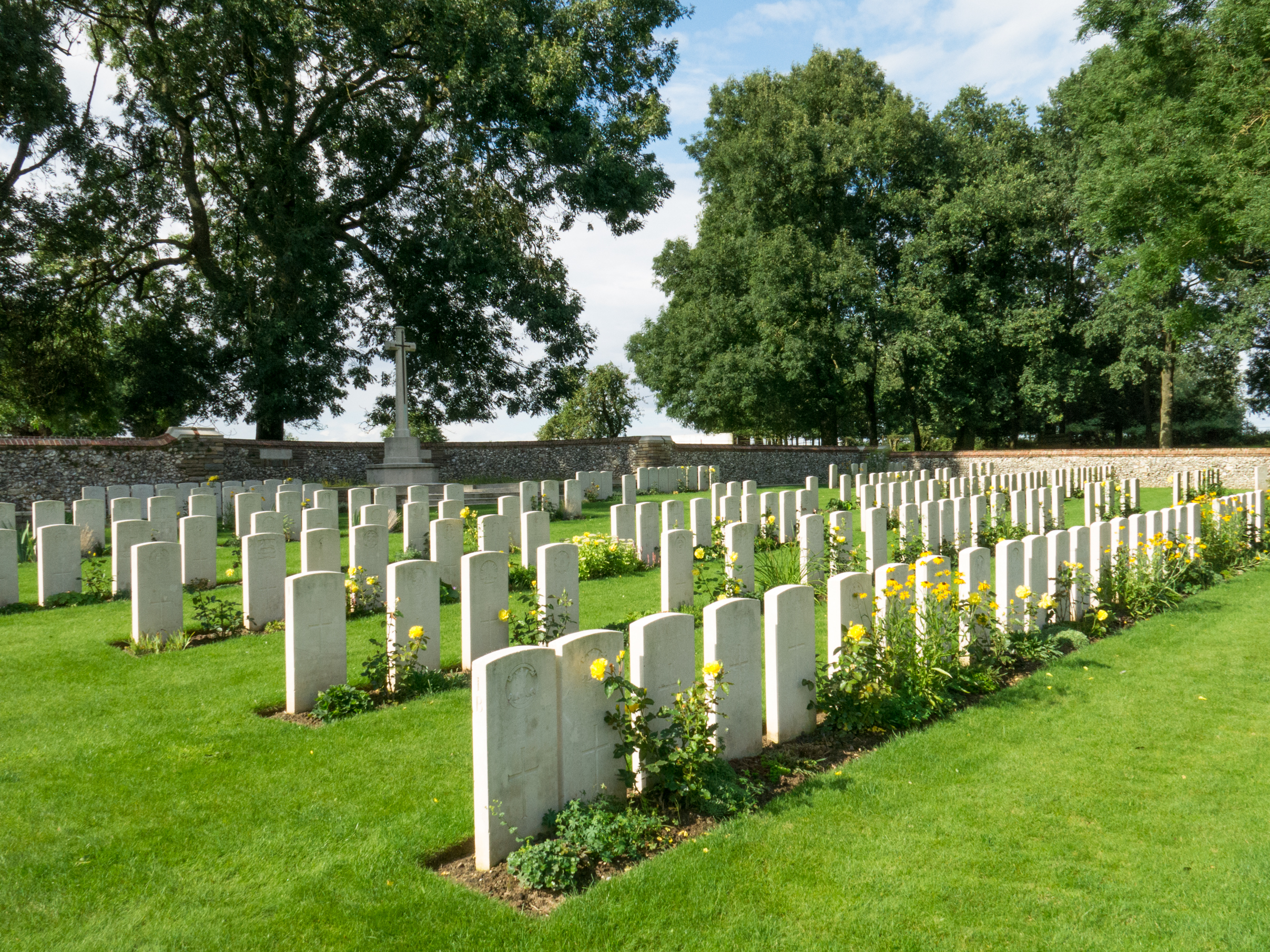

La piràmide de població per edats i sexe el 2009 era:
| Homes | Edats   | Dones |
| ----- | ------- | ----- |
| 0     | 95 o +  | 0     |
| 0     | 90 a 94 | 0     |
| 4     | 85 a 89 | 0     |
| 4     | 80 a 84 | 4     |
| 0     | 75 a 79 | 0     |
| 4     | 70 a 74 | 0     |
| 0     | 65 a 69 | 4     |
| 0     | 60 a 64 | 0     |
| 0     | 55 a 59 | 4     |
| 0     | 50 a 54 | 0     |
| 4     | 45 a 49 | 4     |
| 8     | 40 a 44 | 0     |
| 0     | 35 a 39 | 8     |
| 4     | 30 a 34 | 0     |
| 4     | 25 a 29 | 4     |
| 8     | 20 a 24 | 0     |
| 0     | 15 a 19 | 8     |
| 8     | 10 a 14 | 0     |
| 0     | 5 a 9   | 4     |
| 0     | 0 a 4   | 0     |

## Economia

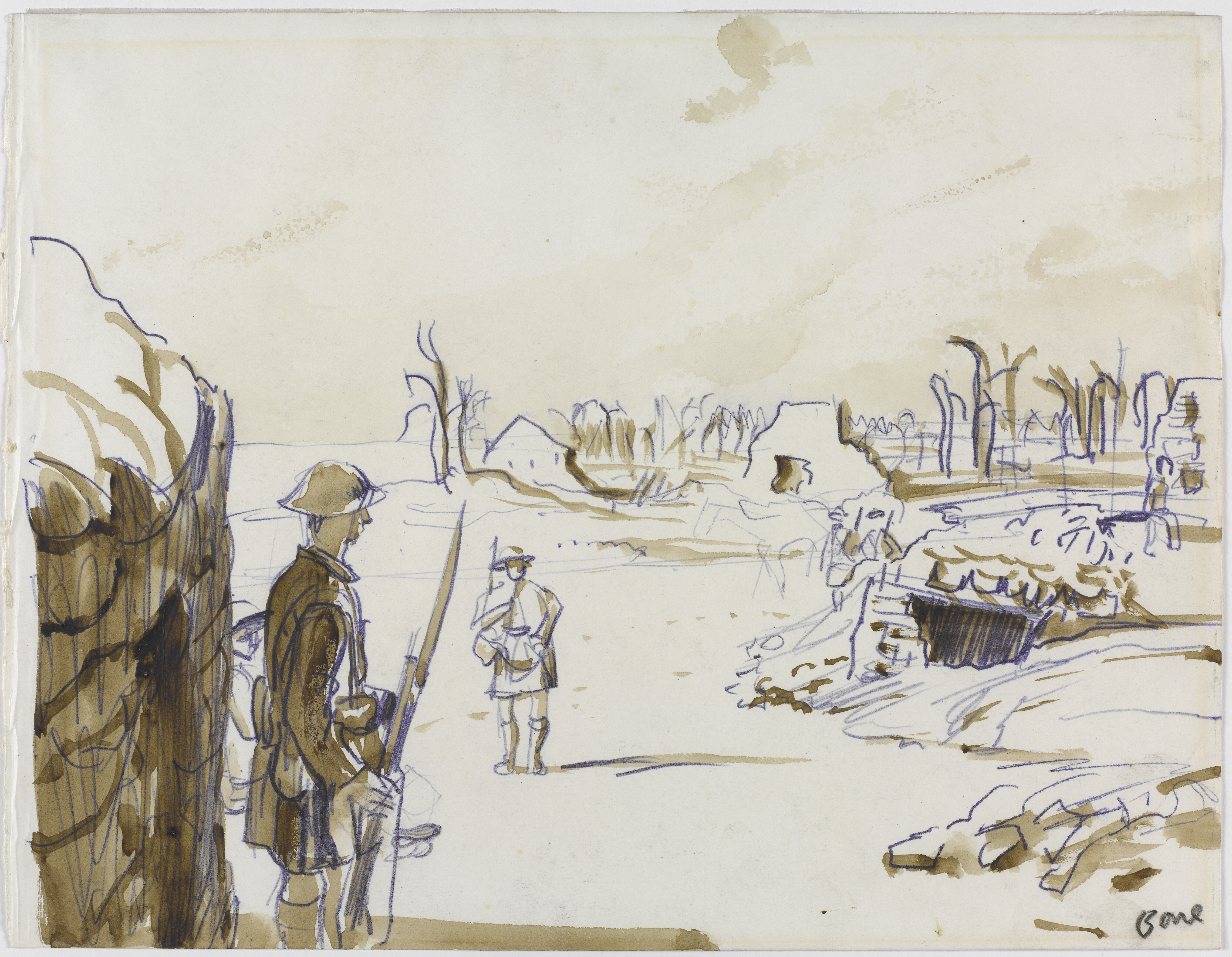
Runes de Contalmaison a la Primera Guerra Mundial

El 2007 la població en edat de treballar era de 78 persones, 62 eren actives i 16 eren inactives. De les 62 persones actives 58 estaven ocupades (34 homes i 24 dones) i 4 estaven aturades (2 homes i 2 dones). De les 16 persones inactives 6 estaven jubilades, 5 estaven estudiant i 5 estaven classificades com a «altres inactius».
Activitats econòmiques
L'únic establiment que hi havia el 2007 era d'una empresa de comerç i reparació d'automòbils.
L'any 2000 a Contalmaison hi havia 7 explotacions agrícoles.

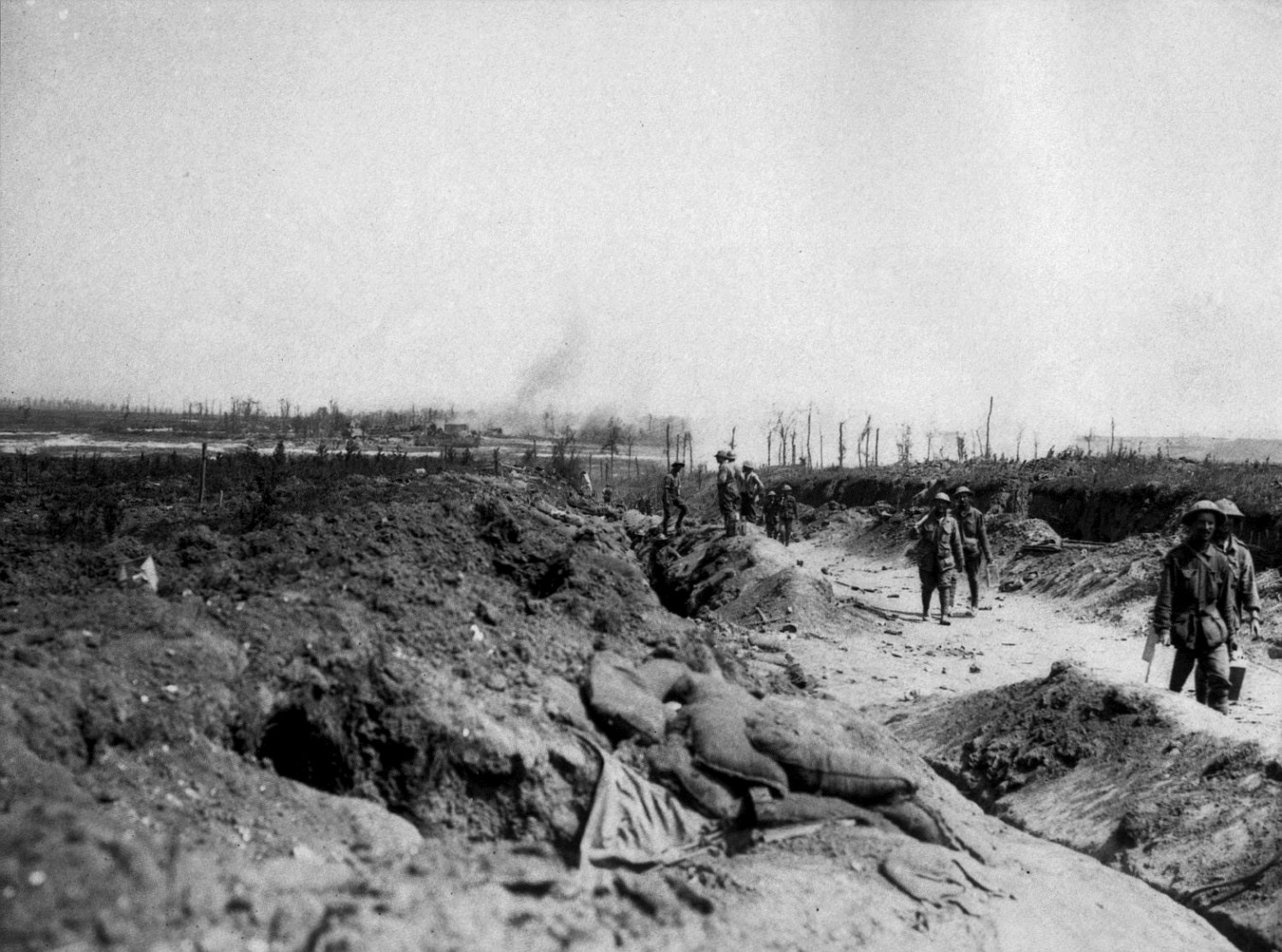
Primera Guerra Mundial

## Poblacions més properes
El següent diagrama mostra les poblacions més properes.

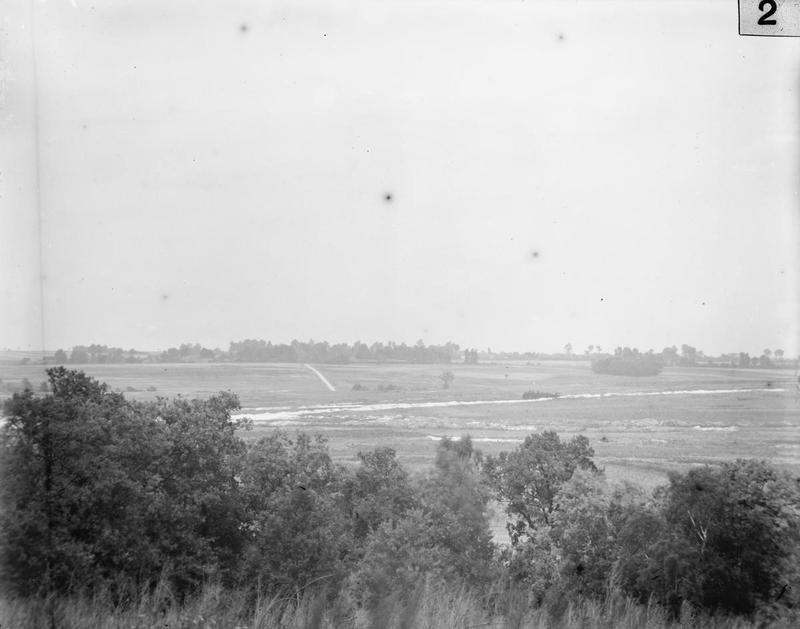